# دجيدا
دزهيدا (بالروسية: Джида) هي مدينة في جمهورية بورياتيا في روسيا.
يبلغ عدد سكانها حوالي 4854 نسمة.